# サセックス・ストリート (シドニー)

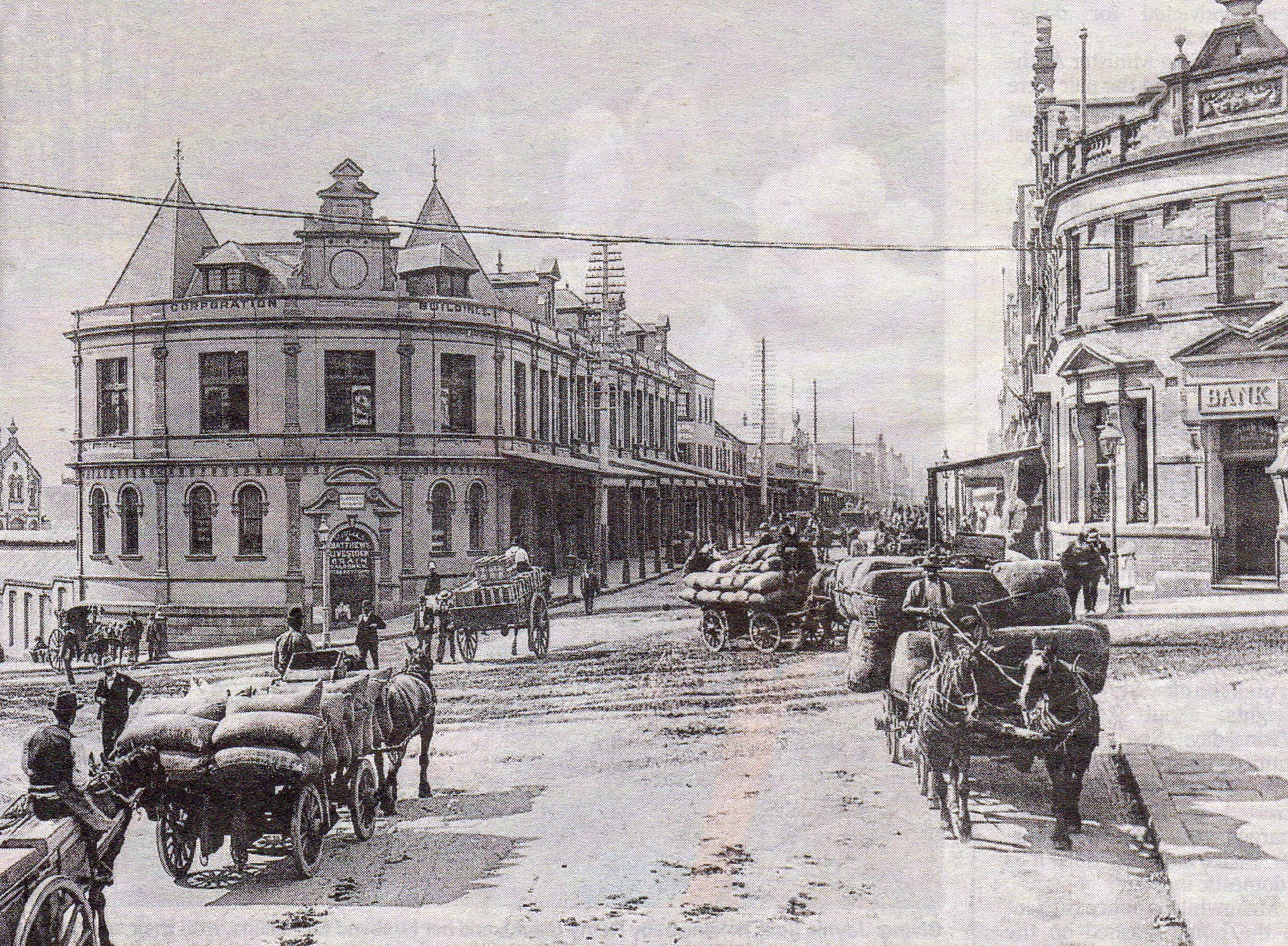
19世紀末のサセックス・ストリートを描いた版画。画面左手に描かれているのが穀物取引所。

サセックス・ストリート (Sussex Street) は、オーストラリア、ニューサウスウェールズ州シドニーのシドニー中心業務地区にある街路。シティ・オブ・シドニーの西縁部に沿って、ヒクソン・ロード (Hickson Road) からヘイ・ストリート (Hay Street) まで南北に伸びている。この街路は、地方行政区画シティ・オブ・シドニーに属している。長さは、1.7キロメートル (1.1 mi)ある。街路名は、ジョージ3世の六男だったサセックス公爵オーガスタス・フレデリックを讃えて名付けられた。
この通りには、オーストラリア労働党 (ALP) のニューサウスウェールズ州本部が置かれており、「サセックス・ストリート (Sussex St)」は、ALP全体を意味したり、特にALP州本部を指す換喩表現として広く用いられる。

## 沿道の文化財建築物
以下の建築物は、いずれも国家遺産レジスターがなされている。
- 穀物取引所 (Corn Exchange)（1887年）- 設計は、政府の建築家だったジョージ・マクレエによる
- ダンディー・アームズ・ホテル (The Dundee Arms Hotel)（1850年）
- ハンター川汽船航路会社ビル (Hunter River Steamship Navigation Company building)（1883年ころ）
- ロイヤル・ジョージ・ホテル (Royal George Hotel)（1858年ころ）
- 商店跡、121番地-127番地 (Former Commercial Stores, nos.121-127)（1850年代）
- 倉庫、139番地-145番地 (Warehouses nos.139-145)（1855年ころ）
- 倉庫、149番地-153番地 (Warehouses nos.149-153)（1855年ころ）
- シェルボーン・ホテル (Shelbourne Hotel) - 設計は、ウィルソン、ニーヴ&ベリー (Wilson, Neave and Berry)（1902年）

以下の建築物は、いずれもニューサウスウェールズ州指定ヘリテージ・レジスターがなされている。
- ウィンダミア・チェンバース (Windermere Chambers) - キング・ストリート（英語版）と交差する角にある、ウォルター・リバティ・ヴァーノン（英語版）とハワード・ジョーズランド（英語版）の設計により、1889年から1891年にかけて建設された、もともとは銀行と郵便局が入っていた建物[6][7]
- 公立小学校跡 (Former Public School) - ジョージ・アレン・マンスフィールド（英語版）設計（1875年）、 その後、フライング・エンジェル船員センター (Flying Angel Seafarers Centre) として使用[8]

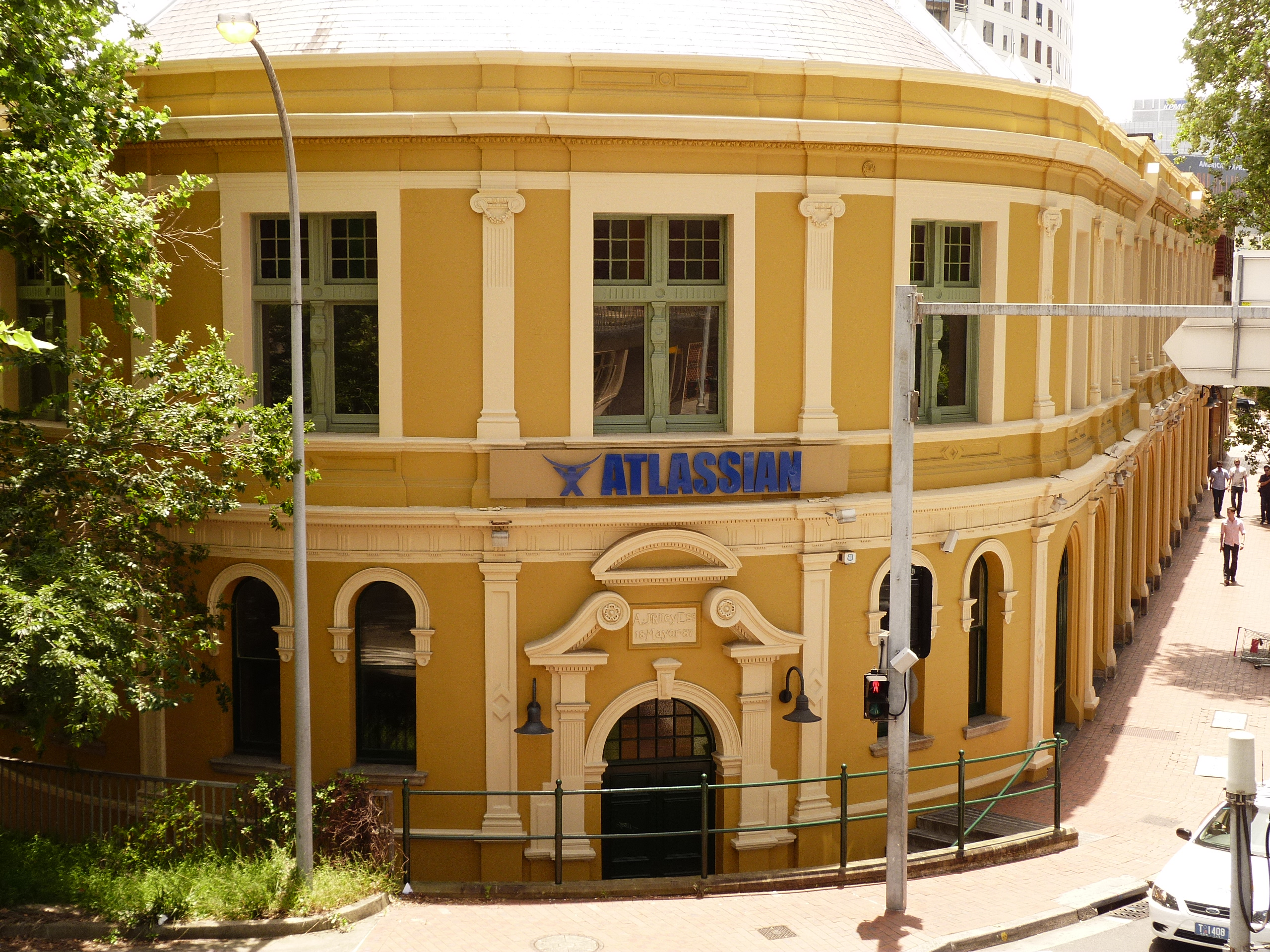
穀物取引所（1887年）、2010年撮影。画面の右側がサセックス・ストリート。
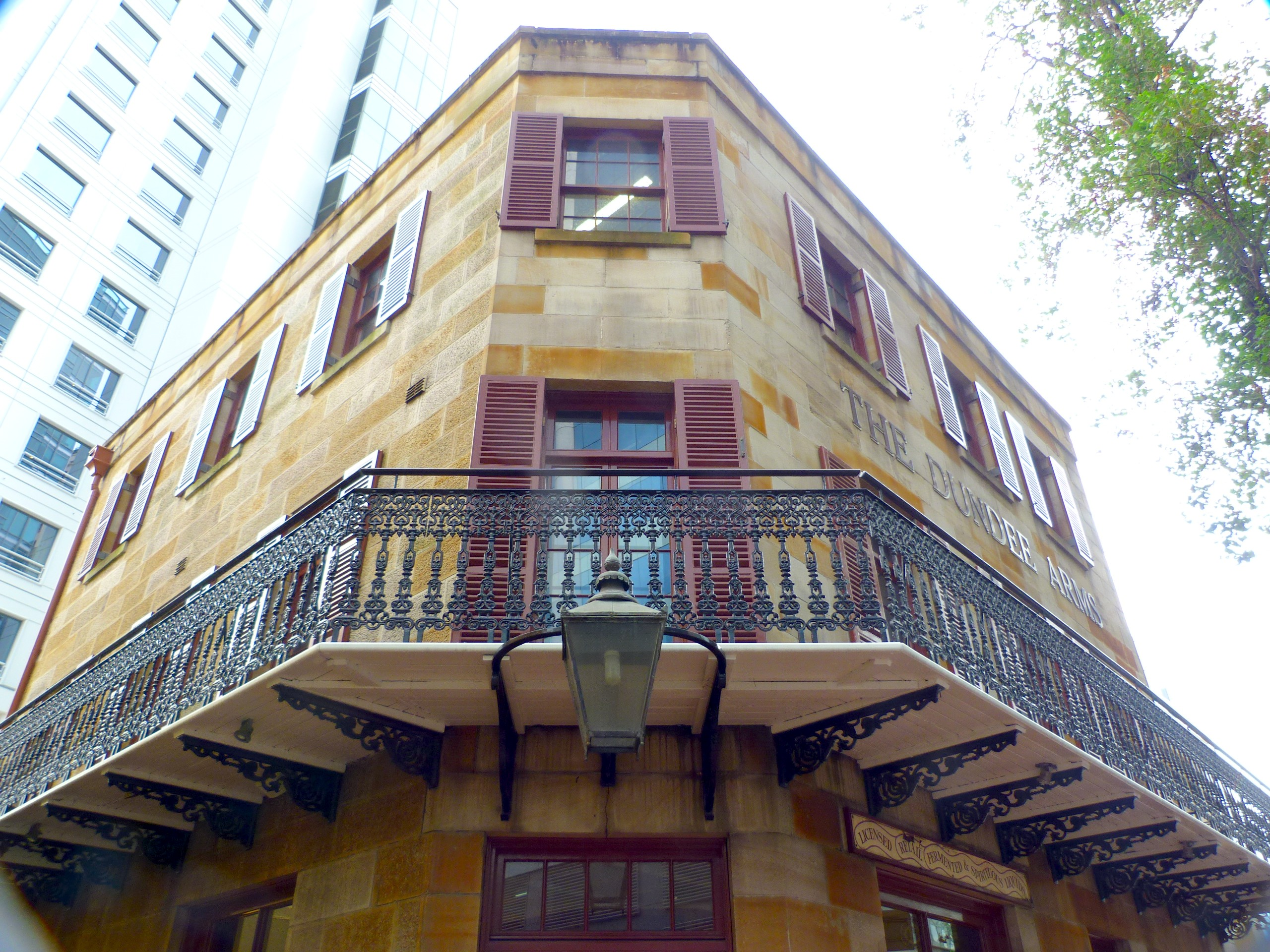
ダンディー・アームズ・ホテル、2010年撮影。
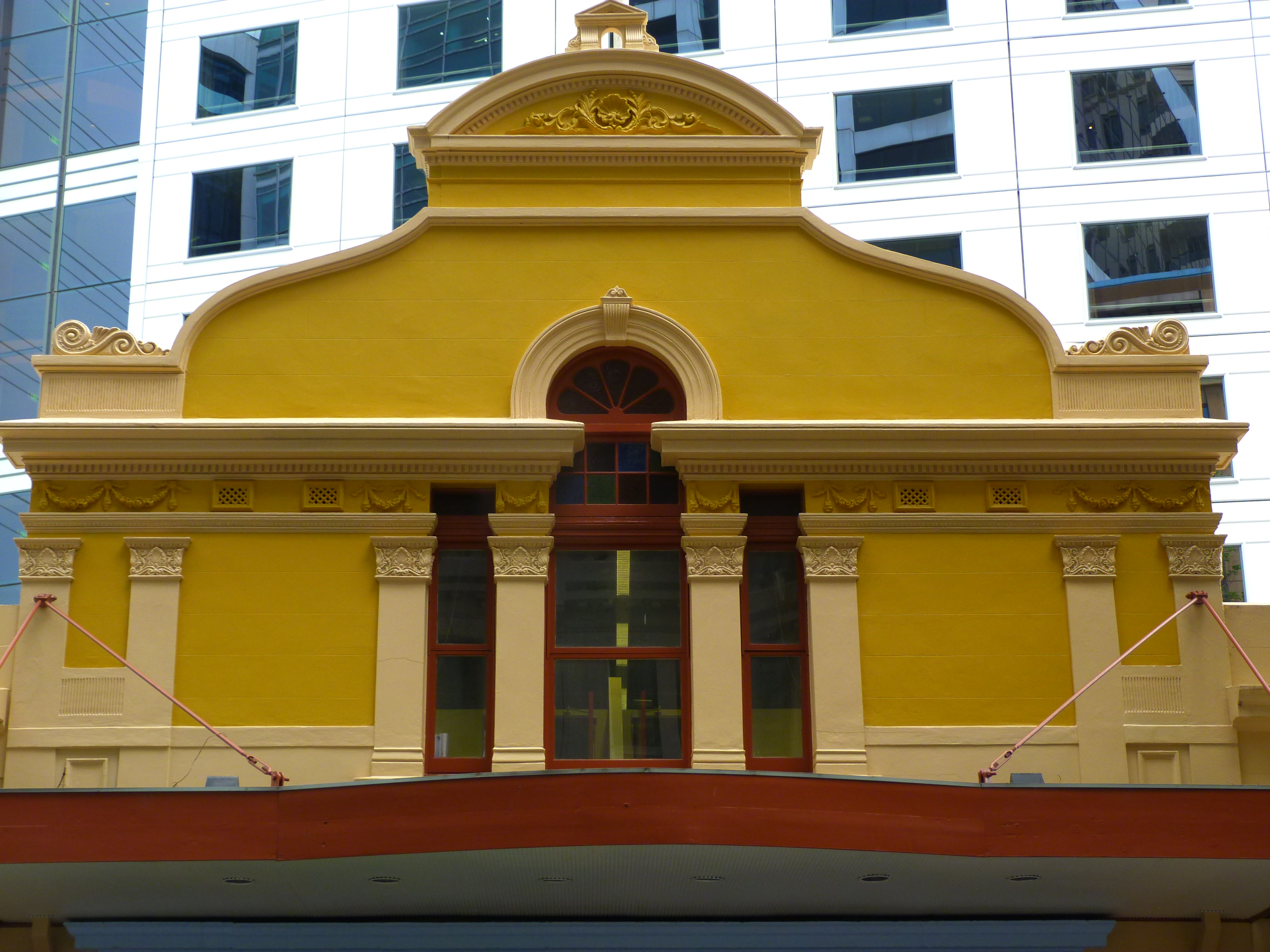
ハンター川汽船航路会社ビル、2010年撮影。
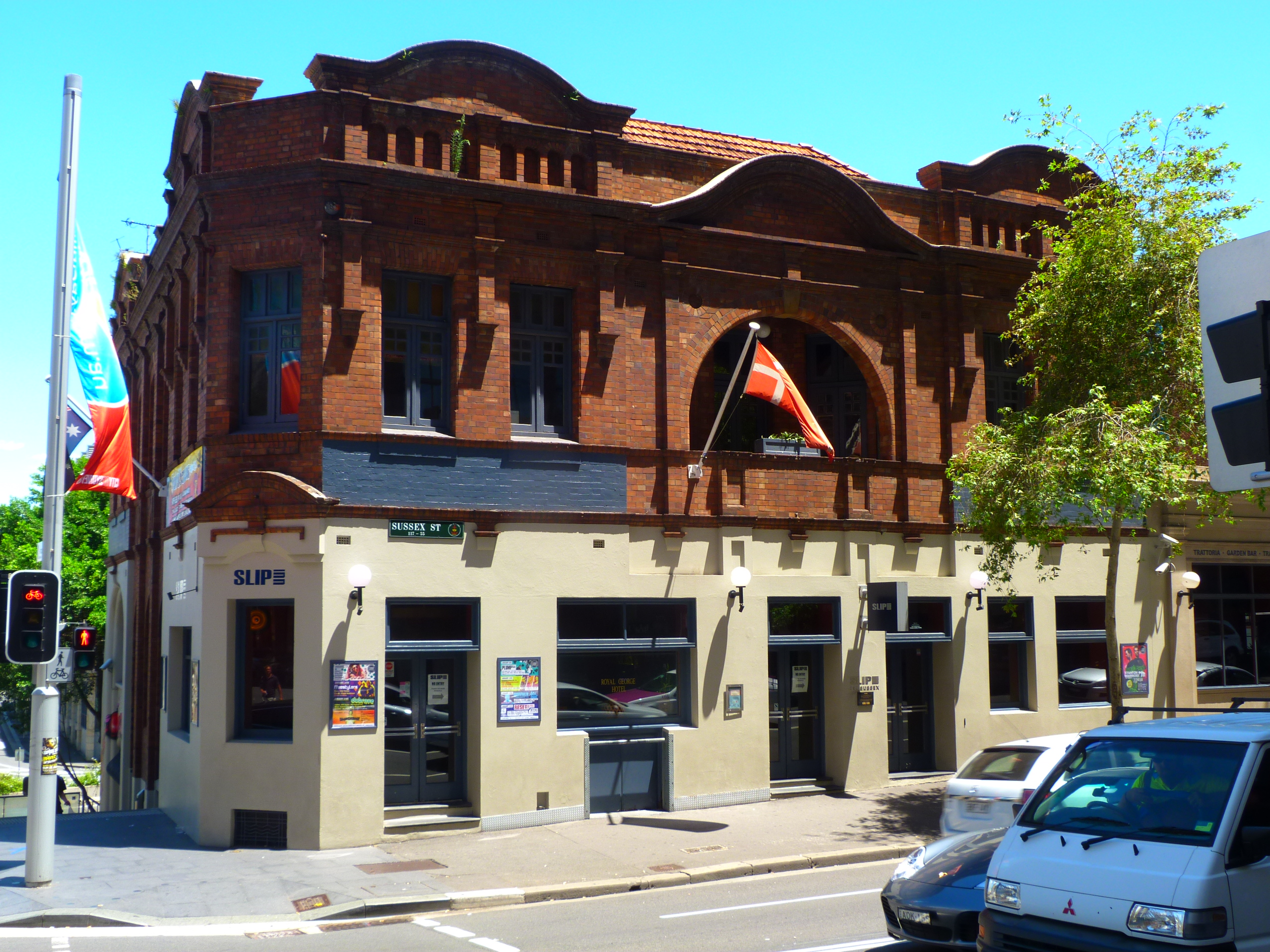
ロイヤル・ジョージ・ホテル、2010年撮影。
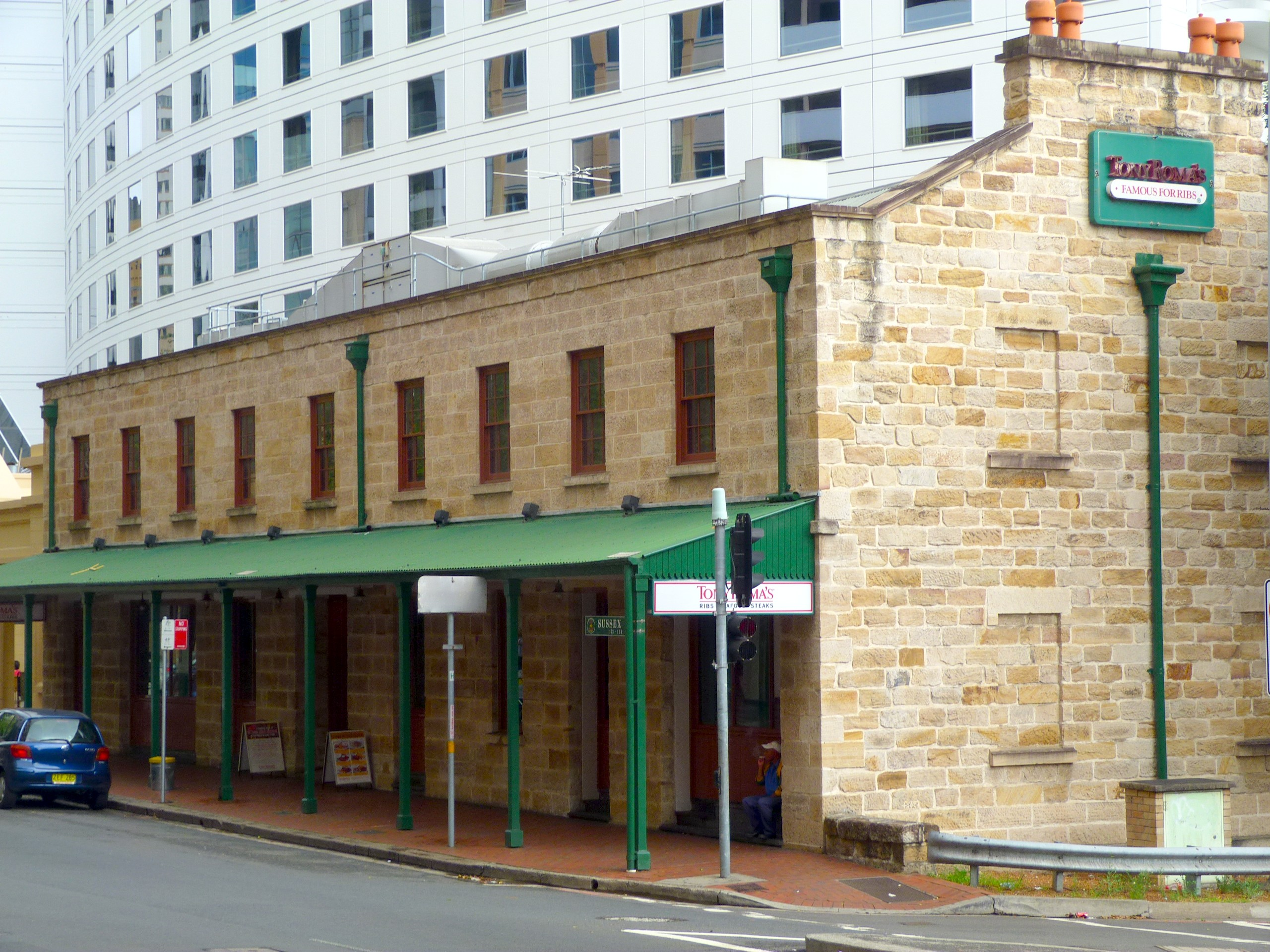
商店跡、2010年撮影。
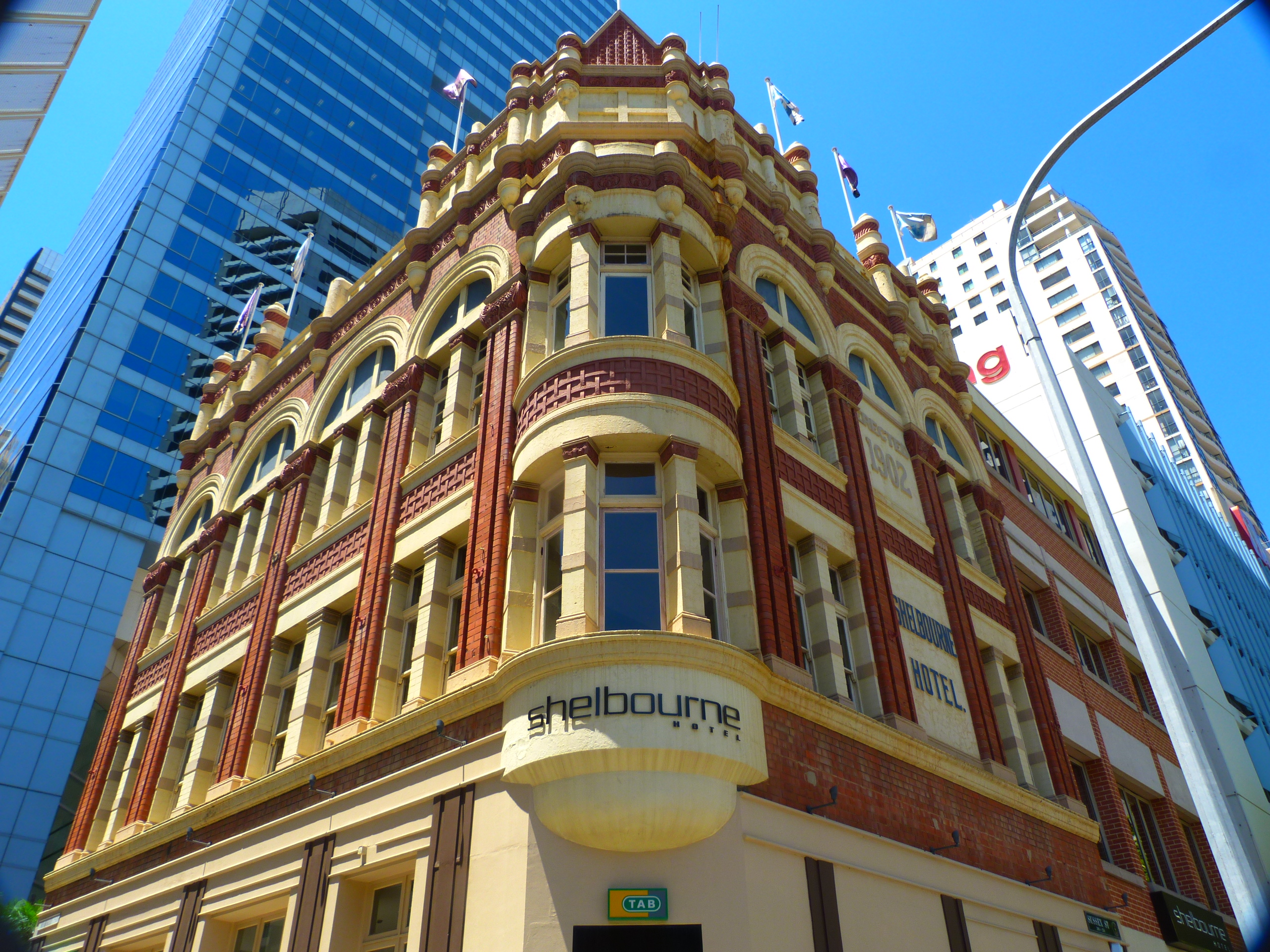
シェルボーン・ホテル、2010年撮影。
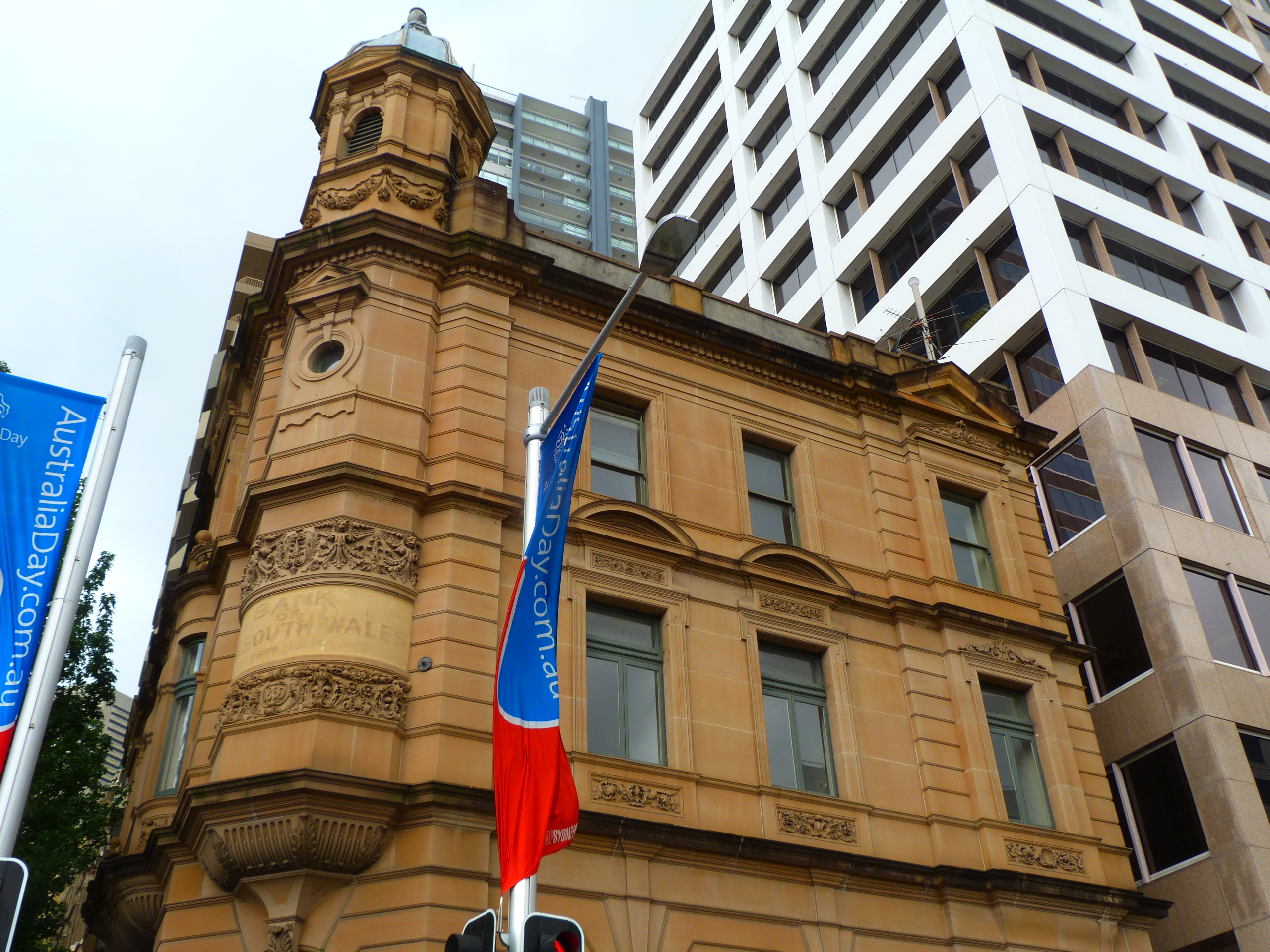
ウィンダミア・チェンバース、2010年撮影。
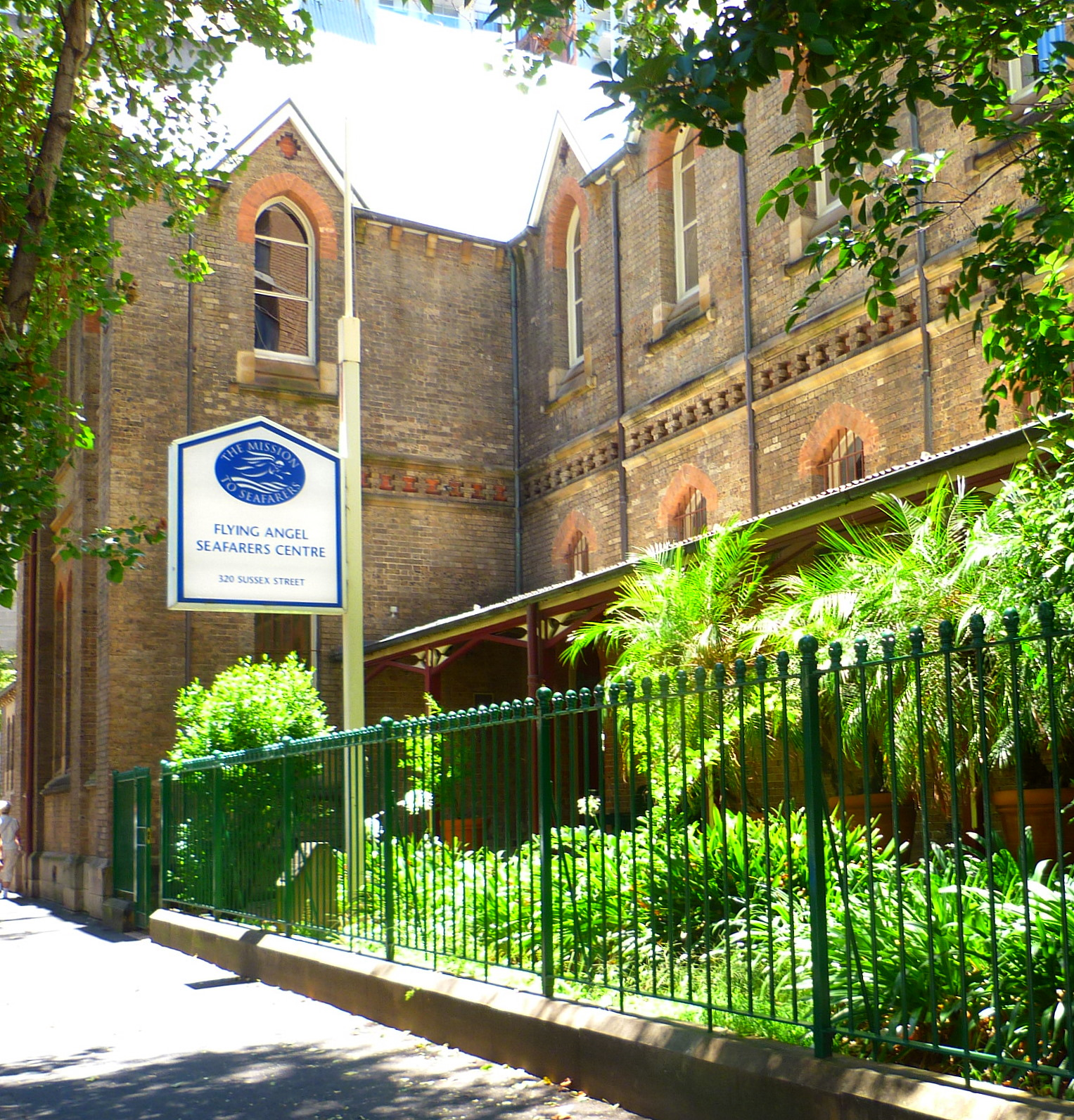
公立小学校跡、2010年撮影。